# 現金流量表
現金流量表是財務報表的三個基本報告之一，所表達的是在一固定期間（通常是每月或每季）內，一家機構的現金（包含銀行存款）的增減變動情形。現金流量表的出現，主要是要反映出資產負債表中各個項目對現金流量的影響，並根據其用途劃分為經營、投資及融資三個活動分類。現金流量表可用於分析一家機構在短期內有沒有足夠現金去應付開銷。國際財務報告準則第7號公報規範現金流量表的編製。

## 原則
現金流量表是一份顯示於指定時期（一般為一個月，一季。主要是一年的年報）的現金流入和流出的財務報表。這份報告顯示了資產負債表（Balance Sheet）及損益表（Income Statement / Profit and Loss Account）是如何影響公司的現金与等同現金的，并且从公司的經營，投資和融資角度作出分析。作為一個财务分析工具，現金流量表的主要作用是展示公司短期生存能力，特別是繳付帳單的能力。
過去的企業經營都強調「資產負債表」與「損益表」兩大表，隨著企業經營的擴展與複雜化，對財務資訊的需求日見增長，更因許多企業經營的中斷肇因於資金的週轉問題，漸漸地，報導企業資金動向的現金流量表也獲得許多企業經營者的重視，將之列為必備的財務報表。
對現金流量表有興趣的人士包括：
- 需要知道公司能否繳費薪金及即時支出的會計員工。
- 出借人（債權人）想知道公司償還能力的人。
- 想判斷公司是否財政穩建的投資者。
- 需知道公司能否給予賠償的僱員或立契約者。

值得一提的是，於國際財務報導準則（英語：International Financial Reporting Standards，IFRS）和美國會計準則（英語：US Generally Accepted Accounting Principles，US GAAP）中，針對於現金流量表的規範原則略有不同；其中，關於企業之具體活動分類，包括營業活動、投資活動與融資活動（於下以三個分別條目闡釋）之異同如下表：
| 分類     | 國際財務報導準則                                                 | 美國會計準則               |
| -------- | ---------------------------------------------------------------- | -------------------------- |
| 利息收入 | 營業或投資活動                                                   | 營業活動                   |
| 利息支出 | 營業或投資活動                                                   | 營業活動                   |
| 股息收入 | 營業或投資活動                                                   | 營業活動                   |
| 股息支出 | 營業或投資活動                                                   | 融資活動                   |
| 銀行透支 | 屬於等價現金（英語：cash equivalents）                           | 不屬於等價現金，為融資活動 |
| 稅務支出 | 應為營業活動，但若符合特定分類，其一部份可能歸類為投資或融資活動 | 營業活動                   |

## 營業活動
營業活動（英語：operating activities)，包括公司創造收入的日常活動，例如銷售庫存和提供服務，以及其他不屬於投資或融資的活動。
- 現金流入：現金銷售和應收賬款的收集，包括提供服務和特許權使用費、佣金和其他收入的現金收入。
- 現金流出：於支付庫存、工資、稅金和其他與運營相關的費用以及支付應付賬款。

此外，經營活動包括與交易證券相關的現金收支（與作為投資購買或出售證券不同)，具體而言，以下項目需當作營運活動：
- （在損益表中找到）
- 折舊
- 非現金物品（例如；呆壞帳撥備）
- 遞延稅項
- 利息攤銷
- 應計物品，如應付薪金。

## 投資活動
投資活動（英語：investing activities)，包括購買和出售長期資產和其他投資。 這些長期資產和其他投資包括不動產、廠房和設備、無形資產或其他，亦包括對其他公司發行股權和債務的長期和短期投資。
- 現金流入：包括出售非交易性證券的現金收入、不動產、廠房和設備、無形資產或其他。
- 現金流出：包括購買上述資產的現金支付。

具體而言，投資活動包括：
- 資本支出（包括以分期償付或延遲付款方式購買生產工具）
- 投資

## 融资活動
融资活動（英語：financing activities)，包括獲得或償還資本，例如股權和長期債務；資本的兩個主要來源是股東和債權人。 
- 現金流入：包括發行股票（普通股或優先股）或債券的現金收入和借款的現金收入。
- 現金流出：包括用於回購股票（例如庫存股票）以及償還債券和其他借款的現金支付。

值得注意的是，使用應付賬款的間接借款不被視為融資活動（而被歸類為經營活動)，具體而言，融資活動包括：
- 已附股息
- 賣出已購買的股票
- 淨借入

## 報表準備

### 直接法
直接法（英語：direct method）按照主要類別（运营、投资和融资）列示整體現金收入及支出，使用實際現金流入和公司運營流出，即此法僅衡量已收到的現金。直接法提供了有關經營現金流量帳戶的更多詳細資訊，對於了解企業之歷史表現並用於預測其未來發展具有實用。

### 間接法
間接法（英語：indirect method）是先顯示純利／虧損，然後調整所有非現金項目；此法較直接法更為節省報表準備之成本，亦更易編列。值得注意的是，於國際財務報導準則和美國會計準則中，皆允許兩種方法之使用，唯仍鼓勵使用直接法；然而，現實中仍以間接法較為常見，因列出每筆現金支付所需的複雜性和時間使得間接方法更受歡迎。